# 阿布鲁佐大区
阿布鲁佐（義大利語：Abruzzo，發音：[aˈbruttso]）是位于意大利中部的大区，北与马尔凯交接，拉齐奥位于其西南，东南部是莫利塞大区，东边则是亚得里亚海。该区于1963年从原阿布鲁齐-莫利塞大区（Abruzzi e Molise）中划分出来。“阿布鲁齐”一词则是指在波旁王朝统治该地时，对近阿布鲁佐和远阿布鲁佐两地的合称。
大区首府为拉奎拉，全区分4个省：拉奎拉省、泰拉莫省、基耶蒂省和佩斯卡拉省。其中佩斯卡拉省是全区主要经济中心，亦是全区最大的一个省；而奇耶蒂省则是全区人口最多的省份。整个大区人口約130萬，下设305个市镇。

## 地理
全区总面积10,794平方公里，其中三分之二为山地，其余由缓坡和狭长平原组成，沿亚得里亚海岸线绵延129公里。亚平宁山脉贯穿阿布鲁佐，其中最高点为大萨索峰（海拔2,914米），主要河流有阿泰尔诺—佩斯卡拉河、桑戈罗河和特伦托河。
阿布鲁佐有三分之一面积为国家级公园或区级公园，其中有：阿布鲁佐国家公园、桑戈罗国家公园等等。被保护地区多珍稀动植物，如棕熊、狼和羚羊。

## 經濟
以釀造葡萄酒著名，其中以阿布魯佐的蒙特普爾恰諾最為知名；同時也有機械、建材等工業生產。

## 旅游
该区风景优美、历史悠久，但大规模的旅游产业刚刚兴起。阿布鲁佐的中世纪城镇和城堡资源，特别是靠近拉奎拉的城镇享有“阿布鲁佐郡”之美称。

## 大学
- Università degli studi "Gabriele D'Annunzio" Chieti-Pescara
- Universita degli studi "Vincenzo Rivera" L'Aquila
- Università degli studi "Melchiorre Delfico" di Teramo

## 体育
阿布鲁佐因其多山的地形，故建有许多滑雪场所，其中不乏世界级的滑雪场，罗卡拉索、佩斯科-科斯坦佐和利维索多利，这三个滑雪场都曾经举办过阿尔卑斯滑雪赛和世界杯滑雪赛的总决赛。
佩斯卡拉则是2009年地中海运动会的主办城市，该项运动会是由国际奥委会协办，每四年举行一次，云集了众多欧洲、非洲及亚洲环地中海国家参与，是该地区最大规模的体育盛典。
值得一提的是，阿布鲁佐如同意大利其它城市一样拥有许多足球俱乐部，其中多支活跃于意大利丙级联赛，佩斯卡拉足球俱乐部现征战意大利乙级联赛，该俱乐部还曾有过参加甲级联赛的历史。

## 阿布鲁佐的名人
- 撒路斯提乌斯
- 奥维德
- 加布里埃尔·邓南遮
- 贝奈戴托·克罗齐
- 洛可·希佛帝